# Benito Buono
Il Benito Buono è un traghetto appartenente alla compagnia di navigazione italiana Medmar.

## Servizio
Ordinato dalla HH-Linjen e mai consegnato a quest'ultima a causa della morte del proprio direttore, viene varato il 30 dicembre 1967 nel cantiere navale Fr. Lürssen Werft GmbH & Co.KG di Brema con il nome di Hamlet e, completato l'8 aprile 1968, viene subito messo in vendita.
Il 4 dicembre 1968 viene venduto alla Rederi AB Öresund e prende servizio a partire dal 17 febbraio successivo nei collegamenti tra Malmö e Copenaghen.
Dal 1º luglio 1969 opera nei collegamenti tra Limhamn e Dragør.
Nel 1977 viene trasferito alla Ab Sundfart.
A dicembre 1980 viene venduto alla Scandinavian Ferry Lines, continuando ad operare sulla stessa rotta.
Nel 1988 viene sottoposto a lavori di ammodernamento nel cantiere di Öresund.
Ad ottobre 1991 viene trasferito alla SweFerry AB.
Il 4 novembre 1996 termina il servizio per SweFerry e viene disarmato e messo in vendita.
L'11 luglio 1996 ne viene annunciata la cessione all'italiana Diano S.p.A. Il giorno successivo salpa per l'Italia, ma si incaglia al largo di Landskrona e, dopo essersi liberato con l'aiuto di un rimorchiatore, viene fermato per le necessarie ispezioni.
A partire dell'agosto del 1997 viene impiegato sulla Pozzallo-La Valletta sotto le insegne della Meridiano Lines. Nel settembre dello stesso anno viene trasferito sulla Messina-Reggio Calabria.
A gennaio 1999 viene venduto alla Agostino Lauro S.r.l ed impiegato sotto le insegne della Traghetti Pozzuoli sulla Pozzuoli-Ischia.
A maggio 2003 viene ribattezzato Benito Buono e nel 2006 viene registrato alla Medmar.
Dal 18 al 21 giugno 2017 sostituisce il Maria Buono, fermo per riparazioni, sulla Pozzuoli-Casamicciola Terme.
Il 6 marzo 2024, poco dopo la partenza da Pozzuoli, si ribaltano due camion sopra un'auto dei carabinieri nel garage del traghetto.
A maggio 2024 viene disarmato nel porto di Napoli, dove si trova tutt'oggi. Da gennaio a luglio 2025 è sottoposto lavori di straordinaria manutenzione in vista del rientro in servizio nella stagione estiva.
Il 27 luglio torna in servizio nei collegamenti tra Pozzuoli ed Ischia.

## Navi gemelle
- Tuizidi (ex Ofelia) Demolita in Angola a gennaio 2023
- Spirit of Altruism (Emanuele D'Abundo Primo) in disarmo a Suva